# Caouënnec-Lanvézéac
Caouënnec-Lanvézéac è un comune francese di 880 abitanti situato nel dipartimento delle Côtes-d'Armor nella regione della Bretagna.

## Società

### Evoluzione demografica
Abitanti censiti